# دايكي إيواتا
دايكي إيواتا (باليابانية: 岩田 大樹) (مواليد 1 أكتوبر 1985)، هو لاعب كرة قدم سابق كان يلعب كمهاجم.

## وصلات خارجية
- دايكي إيواتا على موقع Soccerway.com (الإنجليزية)